# UPG
UPG (Ukrainian Petrol Group, дослівно — Українська паливна група) –  українська мережа, що працює у 20-ти областях та налічує 85 АЗК, 51 кафе VIVO café та 20 нафтобаз. Оператором бренду є ПП «Укрпалетсистем».

## Опис
Компанія має повне логістичне самозабезпечення, володіє одним із найбільших у країні автопарків — понад 450 бензовозів, використовує власні залізничні вагони-цистерни.
Компанія займається гуртовим (бензовозні норми) та роздрібним продажем світлих нафтопродуктів (мережа АЗК UPG).

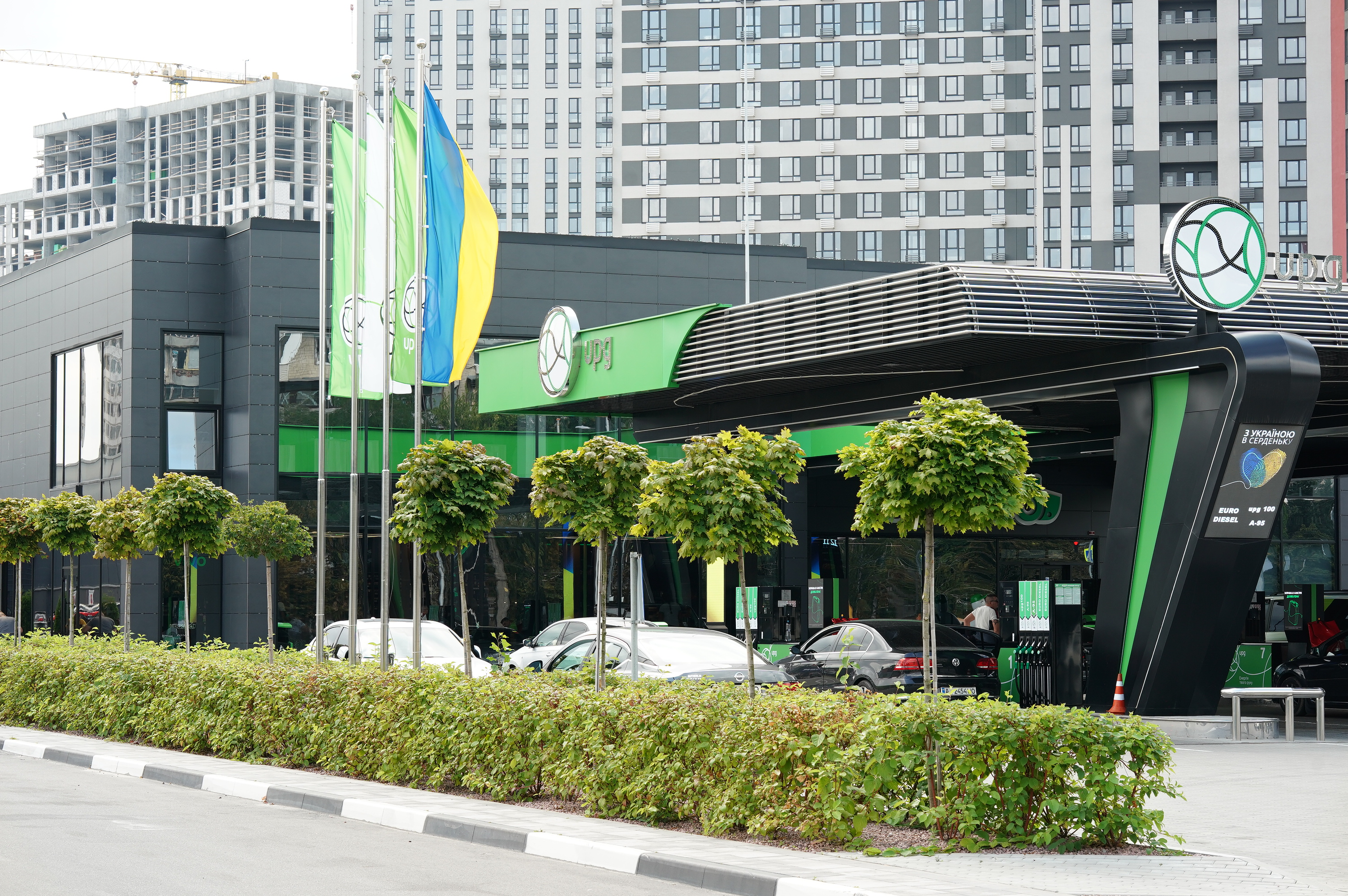
АЗК UPG (м. Київ)

## Історія
- 2003 — Володимир Петренко заснував компанію «Укрпалетсистем» у Коростені Житомирської області. Спершу вона спеціалізувалася на обробці деревини, зокрема, виробництві палет та експорті до ЄС.[4]

- 2005 — компанія змінила профіль і почала працювати на паливному ринку.
- 2007 — відкрито першу автозаправку UPG.

Як і більшість учасників ринку, компанія купувала пальне в Білорусі, уклавши договір із Мозирським НПЗ. На початку повномасштабного вторгнення, UPG розірвала контракти із білоруським виробником.
- 2012 — започатковано програму лояльності UPGgood.[6]

- 2015 — початок роботи мережі ресторанів на АЗК, відкриття першого VIVO café.[7]

- 2019 — відкриття першого АЗК UPG у Києві.

- 2022 — компанія відмовилася від білоруського пального, відтоді купує нафтопродукти в ЄС і за його межами.[8]

- 2022 — UPG придбала польську компанію Baltchem SA Zakłady Chemiczne, отримавши контроль над морським терміналом у польському Свиноуйсьце для перевалки і зберігання нафтопродуктів.[9] Морський порт дозволяє перевалювати до 300 тис. тонн пального щомісяця, придбано річковий термінал у Щецині з можливостями перевалки до 250 тис. тонн на місяць.[10][11][9]

- 2023 — UPG першою в Україні почала поставки дизельного палива зі США.[12][13][14]

- 2023 — компанія увійшла до складу Нафтогазової асоціації України.[15]

- 2023 — відкриття найбільшого в мережі АЗК в с. Глибочиця на Житомирщині.[16][17]

- 2023 — запущено власний бренду морозива iceU, яке продається у мережі VIVO café. Також у мережі VIVO café були розроблені бокси для дітей.[18][19][20]
- 2023 — UPG запустила продаж дизельного пального з Кувейту (завод Mina Abdullah Refinery), танкери приймали у порті Щецина (Польща) і далі доставляли до України.[21]
- 2023 — почато співпрацю з українсько-ізраїльською місією волонтерів-медиків FRIDA Ukraine, які рятують життя цивільних громадян. Компанія, зокрема, забезпечує місію пальним (5000 літрів щомісяця) та допомагає споряджати мобільні медичні бригади[джерело?].

## Продукція
Співпрацює з виробниками: Total, Shell, SOCAR, Neste, Rompetrol тощо.

### Продукти:
- А-95
- upg95
- upg100 — високооктановий бензин підвищеної якості
- Euro Diesel
- upgDiesel
- Газ

## Корпоративна соціальна відповідальність
2022 року компанія започаткувала благодійну програму «Енергія добра», направляючи частину коштів від кожного проданого гарячого напою на допомогу населенню, яке постраждало внаслідок війни.

## Визнання
- 2021 — UPG у списку 100 найбільших приватних компаній України за версією Forbes.[26]
- 2023 - один із лідерів за обсягами постачання світлих нафтопродуктів до України.[4]